# Бхагат, Бали Рам
Бали Рам Бхагат (хинди बलि राम भगत; 7 октября 1922, Патна, Британская Индия — 2 января 2011, Нью-Дели, Индия) — индийский государственный деятель, министр иностранных дел Индии (1985—1986).

## Биография
После окончания колледжа в Патне, получил степень магистра экономики в местном университете.
В 1939 г., в возрасте семнадцати лет, он вступил в Индийский национальный конгресс (ИНК) и принимал участие во многих его антиколониальных акциях. В 1944 г. он становится одним из соучредителей Всеиндийского конгресса студентов, в 1946—1947 гг. является генеральным секретарём конгресса студентов провинции Бихар.
В 1950 г. избирается во временный парламент независимой Индии. Затем — депутатом первого-пятого составов Лок сабхи (нижней палаты национального парламента). Одновременно:
- 1952—1956 гг. — парламентский секретарь министерства финансов,
- 1956—1963 гг. — заместитель министра финансов Индии,
- 1963—1966 гг. — государственный министр по вопросам планирования,
- 1967 г. — министр обороны,
- 1967—1969 гг. — государственный министр иностранных дел,

С 1969 г. занимал посты министра внешней торговли и пищевой промышленности, а также министра сталелитейной промышленности и тяжёлого машиностроения Индии.
В 1963—1975 гг. возглавлял совместную индийско-японскую комиссию по экономическому сотрудничеству.
В 1976—1977 гг. — во время чрезвычайного положения, председатель нижней палаты индийского парламента — Лок сабхи.
В 1980 г. он вновь избирается в Лок сабху седьмого, а затем — и восьмого созывов.
- 1983—1985 гг. — возглавлял международный отдел ИНК,
- 1985—1986 гг. — министр иностранных дел Индии,
- 1993 г. — губернатор штата Химачал-Прадеш,
- 1993—1998 гг. — губернатор штата Раджастхан.

Являлся председателем Общества дружбы Индия — Россия.